# Международное высшее бизнес-училище
Международное высшее бизнес-училище или МВБУ (англ. International Business School / IBS, болг. Международното висше бизнес училище) — болгарский университет, частное учреждение высшего образования. Основан в 1991 году как Болгаро-датский колледж экономики и управления (болг. Българо-датски колеж по икономика и управление), правопреемник Колледжа экономики и бизнес-администрации (болг. Колежа по икономика и бизнесадминистрация). Преобразован в текущий вид 25 июля 2002 года решением 39-го Народного собрания Республики Болгарии на основании рекомендации от Национального агентства оценивания и аккредитации. С 2004 года Международное высшее бизнес-училище располагает Системой управления качеством по стандарту EN ISO 9001:2008.
В университете действует Европейская система трансфера кредитов (ECTS), он является участником целей Европейского пространства высшего образования. Обладает почётным знаком DSLabel от Исполнительного агентства по образованию, аудиовидению и культуре Европейской комиссии. Студенты обучаются по программам бакалавриата, магистратуры и докторантуры. По окончании обучения они получают Европейское приложение к диплому с описанием того, какую степень получает выпускник и по какой специальности. Академический профиль университета — социальные, экономические и юридические науки, профессиональные направления — «Администрация и управление», «Экономика» и «Туризм».
С 25 сентября 2017 года обучение ведётся и в специализированном Центре дистанционного обучения в Софии (улица Винсента ван Гога, дом 7). В академическом здании есть 16 лекционных залов с современной образовательной техникой и актовый зал на 360 человек. В здании также есть общежитие с кухней, кабинеты администрации, учебный зал и специализированная комната для проведения курсов сомелье, библиотека с дополнительным складом для книг, книжный магазин, полиграфический центр, кафе, центральная администрация и студенческий совет с английским двориком. В 2017 году здание номинировано на престижную архитектурную премию «Здание года».

## История
Основанное в 1991 году, Международное высшее бизнес-училище было аккредитовано 25 апреля 2002 года Болгарским агентством оценивания и аккредитации, а 39-м Народным собранием Республики Болгария решением от 25 июля 2002 года подтверждён статус училища. Была дана возможность изучать программы по Нидерландам и Дании, а также проходить курсы английского языка. Образование ведётся по программам бакалавриата и магистратуры по специальностям в областях социальных, экономических и юридических наук, в профессиональных направлениях «Администрация и управление», «Экономика» и «Туризм». В соответствии с государственными рекомендациями к диплому выдаётся европейское приложение. С 2004 года внедрена Система управления качеством согласно международному стандарту EN ISO 9001:2008.

## Степени и специальности
Студенты обучаются по программам бакалавриата и магистратуры в области высшего образования «Социальные, экономические и юридические науки», профессиональные направления — «Администрация и управление», «Экономика» и «Туризм». Ведётся очное, заочное и дистанционное обучение. По программам бакалавриата изучаются такие предметы, как «Бизнес-администрация», «Международный бизнес», «Бухгалтерия и контроль», «Туризм» и «Маркетинг». По программам магистратуры изучаются такие предметы, как «Бизнес-администрация», «Бизнес-финансы», «Налоговое обложение и контроль», «Цифровой маркетинг», «Логистика», «Бизнес в музыкальной индустрии», «Предпринимательство и инновации», «Бухгалтерия и аудит», «Управление и инновации в здравоохранении», «Информационные системы в управлении», «Управление проектами», «Управление общественным сектором», «Управление туризмом», «Управление безопасностью», «Управление информационной безопасностью», «Управление событиями», «Менеджмент в сфере SPA». Училище имеет аккредитацию на предоставление образовательных услуг и присуждение степеней докторов философии по администрации и управлению, экономике и управлению (промышленность / туризм).

## Библиотечный информационный центр
Библиотечный информационный центр является обслуживающим звеном в структуре Международного высшего бизнес-училища и участвует в обеспечении его информационно-коммуникационной инфраструктуры. В составе библиотеки есть 7400 научных, учебных и справочных томов по экономике, управлении, финансам, праву, бухгалтерии, туризму, психологии, философии, информатике и иностранным языкам, а также подшивки более 20 периодических изданий.

## Научная работа и издательская деятельность
Научно-исследовательская деятельность училища представлена научно-исследовательскими планами, программами и проектами, научными разработками и конференциями, экспертными и консультационными мероприятиями, международным научным сотрудничеством. Издательскую деятельность осуществляет издательство IBS-Press, которым руководит Редакционно-издательский совет, контролирующий печать и распространение. Периодические издания — научный журнал «Научные труды» (теоретические и практические исследования преподавателей и докторов МВБУ), сборники докладов ежегодной международной конференции и студенческой научной конференции.

## Студенческая мобильность
Осуществляется на основе заключённых двусторонних договоров МВБУ и университетов стран Евросоюза: в рамках программы Erasmus осуществляется международное партнёрство МВБУ и Международной бизнес-академией в Колдинге (Дания). Программа Erasmus подкрепляет деятельность в сфере высшего образования, профессионального образования и обучения, образования для взрослых и детей. В рамках проекта My University осуществляется партнёрство с 13 университетами Болгарии, Испании, Словакии, Швеции и Литвы — этот проект стимулирует принятие решений.

## Международная деятельность и сотрудничество
Действует традиция развития совместных образовательных программ по различным специальностям и формам обучения.
- «Бизнес-администрация» — международная программа на английском языке совместно с Международным университетом Джонса (США), дистанционная форма обучения.
- «Управление безопасностью» — международная магистерская программа совместно с университетом Ариэль (Израиль), заочная форма обучения.
- «Управление и консультации в международном туризме» — международная бакалаврская программа на английском языке совместно с университетом прикладных наук Бреда (Нидерланды), очная форма обучения.

Осуществляется эффективное сотрудничество с болгарскими и зарубежными партнёрами в рамках Конфедерации работодателей и промышленников Республики Болгарии (КРИБ), Сети международных бизнес-училищ (NIBS), Ассоциации университетов в области дистанционного обучения (GUIDE) и Европейской сети в области информационного обучения (EDEN). В рамках КРИБ училище занимается исследованиями в области культуры, культурного наследия и туризма, экономики опыта, инноваций и предпринимательства, управления общественным сектором, фирмами и политикой. С 1 марта 2017 года сотрудничает с Тамбовским государственным университетом имени Г. Р. Державина, в рамках программы осуществляется обмен студентами и преподавателями, реализация проектов и учебных мероприятий.